# Liste der Monuments historiques in Haybes
Die Liste der Monuments historiques in Haybes führt die Monuments historiques in der französischen Gemeinde Haybes auf.

## Liste der Immobilien
| Bezeichnung           | Beschreibung                                        | Standort                 | Kennzeichnung | Schutzstatus | Datum | Bild |
| --------------------- | --------------------------------------------------- | ------------------------ | ------------- | ------------ | ----- | ---- |
| Hochofen von Moraypré | Anfang des 17. Jahrhunderts errichtet, heute ruinös | östlich des Ortes (Lage) | PA00078555    | Classé       | 1991  |      |

## Liste der Objekte
| Bezeichnung                   | Beschreibung                          | Standort                               | Kennzeichnung | Schutzstatus    | Datum     | Bild |
| ----------------------------- | ------------------------------------- | -------------------------------------- | ------------- | --------------- | --------- | ---- |
| Grabstein für Alars de Chymai | Stein, bezeichnet 1425; 1914 zerstört | in der Kirche St-Pierre-St-Paul (Lage) | PM08000655    | Classé gelöscht | 1908 1944 |      |